# 胡錦濤
胡 錦濤（こ きんとう、簡体字: 胡 锦涛、繁体字: 胡 錦濤、拼音: Hú Jǐntāo、フー・チンタオ、1942年〈民国31年〉12月21日 - ）は、中華人民共和国の政治家。
中国共産党総書記・中華人民共和国最高指導者（第4代）、中華人民共和国主席（第6代）、中国共産党中央軍事委員会主席（第5代）、中国共産党政治局常務委員（第14 - 17期）を歴任した。
中国共産党では、貴州省・チベット自治区の党委員会書記を務め、厳しい反対意見の弾圧で上層部から注目された。江沢民のもとで中国共産党中央書記処第一書記、中華人民共和国副主席に出世した。胡錦濤は、内戦や共和国建国に参加した世代より若い世代の共産党の最初の指導者であった。宋平・胡耀邦・鄧小平・江沢民ら旧世代からの有力な支援者が彼の躍進を促した。
胡錦濤は在任中、前政権で緩和されていた経済の一部分野で国家統制を再び導入し、政治改革も保守的に行った。この間、胡錦濤は温家宝首相とともに、10年近くにわたる一貫した経済成長と発展を指揮し、中国を世界の主要な大国として確固たるものにした。胡錦濤は、「科学的発展観」を通じて、国内における社会経済的平等性の向上を図り、豊かで社会的紛争のない「調和のとれた社会主義社会」の建設を目指した。また、社会的混乱や少数民族の反発、反体制派を取り締まり、チベット騒乱や「反分裂国家法」の成立など、多くの物議を醸すことになった。外交政策では、胡錦涛は「中国の平和的発展」を唱え、国際関係におけるソフトパワーを追求し、企業外交を展開した。胡錦濤の在任期間中、アフリカ、中南米などの発展途上国での中国の影響力は増大した。
胡錦濤は謙虚で控えめな指導者であり、集団指導と合意に基づく統治を特徴としている。このため、胡錦濤は世間的には謎めいた存在であった。胡錦濤政権は、人格よりも技術的な能力を重視することで知られていた。胡錦濤は在任期間終了後、すべての役職から自主的に退いたことが高く評価された。後任には習近平総書記が就任した。

## 来歴

### 生い立ち
1942年12月21日、江蘇省泰県姜堰で誕生。高祖父の胡允源が商売の為に故郷を離れて江蘇省に移り住んだことから、胡錦濤もこの地に移った。父の胡増鈺は泰州姜堰高校を卒業後、上海の小学校で教員として働く。同地で江蘇省東台県出身で南通女子師範学校卒業の李文瑞と出会い、1941年に結婚し、翌年の12月に胡錦濤が誕生している。胡錦濤は長男であり、その下に2人の妹（胡錦蓉・胡錦萊）がいる。胡錦蓉は江蘇省姜堰市建設局幹部を経て、現在は大手建設会社正太集団有限公司副董事（副会長）を務め、胡錦萊は泰州にて商業関係の会社に勤務している。
最初、胡錦濤は履歴書に本籍地を「泰州」と書いたが、父親に叱られて以来、「安徽績渓」と書いてきた。
生活苦のため、一家は1948年に上海から泰県に戻る。胡増鈺夫妻は地元の小学校で教員をしながら、茶の販売も続けていた。7歳のときに母が死去し、胡錦濤は妹2人とともに泰県の祖母のもとに引き取られた。胡錦濤は物静かな子供で、よく一人で本を読んでいたという。1949年の毛沢東による中華人民共和国の建国以降も、父は茶の販売による収入で生活費の不足を補った。経営手腕が乏しかったために店員さえも雇えず、家族はあまり裕福では無かった。胡増鈺の身分は「小営業主」（農民や労働者よりも身分が低いが、地主や資産家のようなブルジョアよりはずっと高いという）と決定した。この身分が幸いして息子の胡錦濤は大学入学及び中国共産党への入党を認められた。
1956年、毛沢東の指導下で中国政府は工業と商業の国有化政策を実施し、各地の私営企業主は個人所有の商店を国や集団へ売却させられた。胡増鈺の店は泰州市日用雑貨会社に合併され、月給30元の経理係として雇われた。数年後、毛沢東は知識人や幹部に地方の農村部で肉体労働に就くよう呼びかけた。胡錦濤の2人の妹は泰県の農村部に移住し、父の胡増鈺も泰県の農村部にある日用雑貨会社に転勤した。胡増鈺は文化大革命で告発され（同時に身分の低い血統であったこともあり）、熱心に父の評判を明らかにしようとしていた胡に大きな影響を与えた。文化大革命後の1978年、父は泰県の農村にて病没した。当時甘粛省で仕事をしていた息子の胡錦濤は、泰県に戻って父の葬儀を執り行った。遺骨は胡允源と同じく、故郷の績渓県瀛洲鎮龍川に埋葬された。その位牌は、胡氏一族の廟に祀られている。

### 小学校から高校まで
胡錦濤は2人の妹と共に泰州市内の西倉通りにある大浦中心小学校に通った。1947年9月にこの小学校に入学する。小学校時代の同級生の回想によると、家柄の良くない胡は政治活動に興味を抱き、読書に没頭していたという。授業態度はまじめで、家での予習復習も怠らなかった。成績は優秀であり、飛び級により、1953年6月に10歳6か月半で小学校を卒業し、中学校は泰州第二中学校に通った。
1956年9月、泰州第一中学校高等部1年4組に入学する。学校の史料館員によれば、「安定書院」跡地に創立されたという。当時の胡について、教員は「小柄な彼はスポーツはあまり得意ではなかったが、リーダーシップがあり、文芸が得意で、よくクラブ活動に参加した。文化祭のときにはコーラスの指揮者となり、大活躍した」という。級長に選ばれた3年生のときには、「政治的自覚が強く、クラスメートをよくまとめ、各種の学習および学外活動を自主的におこなった。まじめに学習し、率直な性格のもち主で、責任感が強く、何事も積極的かつ公平に進めるタイプである」と書かれている。一方で、高校時代の同級生によると、当時の胡は内向的で口数が少なく、クラスでは決して目立つ存在ではなかった。小柄なため体育は苦手だったが、卓球だけは得意だった。成績は上位であったが、一番ではなかった。1959年に清華大学へ入学した際には、教員や同級生からは意外に思われたという。16歳半で同大学水力学部に入学した胡錦濤は、当時では最も若い新入生であった。高校の数学教員の葉鳳梧によると、入学志望校の願書提出の際に清華大学を希望するならば、日頃の成績と家庭の出身を考えて、人気はあるが審査の厳しい学部よりも志望者の少ない学部を志望したほうが受かる可能性が高い、と助言を与えたという。そこで胡は清華大学水力学部河川基幹水力発電専攻を志望した。ここの卒業生は、ほとんどが地方（または辺境）のダム（水力発電所）に配属されるため、学生にはあまり人気がなかったという。

### 清華大学
1959年9月、清華大学水力エンジニアリング学部に入学する。胡錦濤は友人に「本当は政治家ではなくエンジニアになりたかった」と語ったことがあるという。胡が清華大学に入学した頃の中国は大躍進政策による農業政策の失敗と自然災害に起因する飢饉に見舞われており、学生の食事は質素なものであった。主食は小麦粉とトウモロコシの蒸しパン各1個ずつ、野菜炒め、白湯一杯であった。当時の清華大学の食堂には椅子がなく、学生たちは立ち食いしていた。胡のような南方出身の学生たちは、子供の頃から米食で育ったため、小麦粉とトウモロコシには慣れていなかった。彼らにとっては白米が一番の贅沢であった。
同級生の回想によると、胡は歌とダンスが上手で、キャンパスで注目される存在であったという。入学後まもなく文芸宣伝工作団に入り、部隊隊長に選ばれた。
大学在学中、胡は同級生の劉永清と知り合う。理工系の大学である清華大学は女子が少なく、女子学生が少ない水力学部における彼女の存在は、男子学生にとっては憧れの的であった。学生たちの唯一の楽しみとして、週末のダンスパーティーへの参加があり、踊れる者もそうでない者も、土曜日の夜になると学生クラブに集まった。ダンスに秀でていた胡錦濤は常にパーティーの主役であり、女子学生たちからは王子様のように見られていた。胡は女子からの誘いを断らなかったが、視線は目立たないところに静かに座っている劉に注がれていた。いつしか2人は恋人同士となった。学生時代の胡は文学と芸術、とくに映画・芝居・小説を好んだ。彼は図書館から中国やロシアの作家の小説を借りてきて読み耽った。恋人の劉にも小説を勧め、本を貸し借りし、互いに感想を述べあい、小説の話題を仲立ちとしてより親密になっていった。

### 大学卒業後
清華大学在学中の1964年4月、中国共産党に入党した。1965年7月に清華大学水力エンジニア学部を卒業後は、同大学の水力エンジニアリング学部政治指導員として大学に残り、仕事をしながら大学院に進学して研究を続ける。学生時代は学問よりも社会活動に力を注いだために、成績は80余人中20位前後であった。水力学部の教員になるためには大学院を出なければならず、卒業生のなかには大学に残って助手になる者はいなかった。日ごろの政治態度と活動を見込まれた胡は政治指導員として大学に残ったのである。

### 清華大学における政治闘争
1966年4月23日、清華大学に政治部が発足し、胡錦濤ら新任の政治指導員と、各学部の共産党支部書記600名が加わった。この政治部とは、大学内に設置された中国共産党の下部組織であり、思想教育を担当する。同年6月1日、『人民日報』は「いかなる悪人をも打倒せよ」という社説が掲載された。中央人民ラジオ放送局は夜のニュース番組で、北京大学の壁新聞（大学報）と人民日報の「北京大学の壁新聞を歓迎する」という社説を放送し、「北京大学党委員会が北京市党委員会と協力して北京大学の学生運動を抑圧した」と非難した。この翌日、清華大学に「あなたは誰の指揮に従うか」というビラが貼られ、清華大学の学長・蔣南翔の、政治問題を回避し、学術研究を重視する姿勢が非難された。その後もキャンパス内に「大学党委員会は黒幕だ」「大学党委員会と翔学長を守ろう」といった内容のビラが入り乱れ、文化大革命において清華大学党委員会は革命的立場なのか、それとも反革命的路線なのかといった議論が沸き起こった。これは清華大学における文化大革命の始まりであった。共産党員にして政治指導員でもある胡は、大学党委員会と学長を支持する立場に立ち、大学を糾弾する教職員・学生と対立し、「保守派」のレッテルを貼られた。水力学部の学生に対して、大学党委員会は、過去において教育や研究を奨励し、大勢の優秀な卒業生を世に送り、国家建設に多大な貢献を果たし、共産党中央の方針を忠実に遂行してきたという説得を試みた。6月5日、北京市党委員会の新メンバーが送り込んだ人物が、清華大学党委員会の責任者に対して「今から清華大学の全ての行政権は工作組の指導下に置かれることを通知する。明日、工作組みのメンバーが到着次第、大学党委員会の機能を停止する」と宣告する。6月13日、前項大会が召集され、蔣南翔は解職処分となり、大学党委員会の権限は工作組に委譲されることが正式に発表された。工作組の清華大学への進駐後、かつての党委員会のメンバーと政治指導員は批判にさらされ、政治指導員と教職員を初めとする共産党員の多くが吊るし上げの対象となり、公衆の面前で引き回された。工作組は文化大革命の指導グループとともに、硬軟両様の手段を用いて各学部の党書記と政治指導員を逐一調査にかけて自己批判させた。胡も批判の対象にされることは免れなかったが、学生や教職員との関係が日ごろから良好であったために引き回しの対象にはならずに済んだ。この政治闘争以後、胡錦濤は自らを深く包み、いかなる政治活動にも関わらない、政治的無関心派となった。政治指導員としての仕事も研究もできなくなった胡錦濤は、大学のキャンパス中に貼られたビラを読んで歩いて対立派の論争を聞いて回る以外にやるべきことがなくなった。
その後清華大学の学生による工作組への非難・毛沢東の圧力による工作組の大学からの引き上げと清華大学付属中学の紅衛兵を支持する書簡により、大学で暴力的な出来事が発生する。1968年4月、北京紅衛兵主要指導者の1人が、反対派弾圧のために清華大学にて100日間にわたる武力闘争を引き起こし、学生と労働者部隊との間で戦争さながらの激しい戦いを展開して多数の死傷者を出した。同年7月25日、毛沢東は紅衛兵主要指導者5人を出頭させ、労働者たちの背後の「黒い手」が自分であることを明かし、清華大学の学内の秩序はようやく回復された。

### テクノクラートとして

#### 甘粛省におけるダム建設
胡錦濤の恋人である劉永清は、甘粛省にある八盤峡ダム水力発電所への配属が決まった。清華大学の卒業生は、配属決定後はただちに配属先に就くわけではなく、北京近郊の農村部へ行き、農村社会主義教育運動という約1年間の再教育プログラムに参加しなければならない。政治指導員の胡も、低学年の学生を連れて北京近郊の村へ行き、農作業を体験した。1966年4月3日、再教育プログラムを終えた彼らは、一旦大学に戻って一週間の総括を行ってからそれぞれの配属先の会社に赴いた。劉永清は、水利部直属の甘粛省第4ダム建設局813支局に配属され、八盤峡ダム水力発電所の建設現場で仕事を始めた。1968年12月、胡は水利部に配属され、さらに甘粛省にある水利部直属の第4ダム建設局への転出が決まる。胡は省都蘭州に赴き、蘭州から100キロメートルほど離れた劉家峡ダム工事支局土木建築の一般の作業技師として働くことになる。1969年から1974年にかけて、水利部第4工事局でもエンジニアとして働いた。
1970年1月、813支局長の秘書に抜擢され、仕事場も技術課から支局党委員会の事務室に移った。これは技術の仕事から政治工作担当の専門職に転身してテクノクラートになることを意味し、政界進出への第一歩を踏み出す形となった。政治工作担当の専門職への転身は政治上の信頼を示すものであり、胡は自らの出自の問題から開放された。同年2月に上司に結婚申込書を提出し、劉永清と結婚して夫婦となる。八盤峡ダム発電所は国の重点事業の1つとして投資も多かったため、ほかの国営企業よりも職員宿舎が多く、胡錦濤夫婦は結婚からまもなく宿舎を貰うことができた。1971年に長男の胡海峰（清華同方威視技術股份有限公司社長）、1972年に長女の胡海清（新浪前CEO夫人）を儲けている。
813支局長の秘書となってからの胡は、局長以下重役の各種挨拶文の原稿作成の他に、支局の様々な年度報告書の起草作業に勤しんだ。これらの仕事は、毛沢東語録、『人民日報』の社説、政府公表の報告書から文言を適当に切り取れば簡単にできるもので、それがこの当時流行した創作法であった。
1971年、813支局共産党委員会副書記に抜擢された胡は、専任で党務に当たる。第4建設局は水力部所属の企業体で、その下部企業体の813支局のトップは課長クラスに当たり、胡錦濤の肩書は副課長であった。清華大学での政治闘争を経験した胡錦濤は党務の仕事を用心深く務めていた。

#### 甘粛省建設委員会への異動
1974年9月15日、新華社通信が「黄河流域の青銅峡ダム発電所工事がほぼ完成した」という旨のニュースを配信した。813支局が進めていた八盤峡ダム発電所の工事も終盤に入り、翌年には竣工すると見られていた。このころの胡錦濤は、上司たちとの人間関係も会社での評判も良好であり、このままでいけば将来の昇進が期待されていた。しかし、813支局は水力発電所所属の土木工事会社であり、各地に転勤して工事を行う必要があるため、自分の家庭生活に大きな影響を与えることになることを胡錦濤は悩んでいた。813支局は甘粛省政府土木管理部門の建設委員会の官僚の接待に当たることがあったが、そのうち胡錦濤は建設委員会副主任の張延青と親しくなる。ある日、胡錦濤に付き添われてダム工事を視察した張延青は、胡錦濤と昼食を取っている最中に、ダム工事が終了した後の胡錦濤の予定を聞いた。未定であることを答えると、張延青は胡錦濤に対して「建設委員会に来て自分の秘書になる気はないか」と打診した。この申し出に胡錦濤は大いに喜び、その場で即答した。人事の手続きが難しいのではないかと心配する胡錦濤に対して、張延青は手続きのことは自分に任せるよう答えた。その後八盤峡ダムの工事現場に人事異動の辞令が届き、胡錦濤の甘粛省建設委員会への転勤が正式に決定する。こうして胡錦濤は甘粛省建設委員会に異動し、張延青の委員会主任室専属秘書として働くことになる。この転勤が胡錦濤の人生で最も重要な転換点と見られている。
張延青は山西省の出身で、共産党の古参幹部である。胡錦濤にとっては官途における最初の恩人であり、彼の口添えが無ければ転勤は無かっただろうと見られている。それゆえ、胡錦濤は張延青に絶えず恩義を感じており、毎年正月になれば張延青に電話をかけて新年の挨拶を述べ、甘粛省に出張する者があれば栄養剤や健康食品などの土産を託して届けさせている。
1974年8月、胡錦濤は八盤峡ダム発電所から甘粛省建設委員会に移り、張延青の秘書として働く。仕事場から30メートルほどのところにある職員用宿舎を借り、家族4人で2DKのアパートで暮らし始める。職場では上司に言われた仕事を黙々とこなした。報告書・挨拶文などの原稿作成が胡錦濤の主な仕事であった。
1975年、同委員会副主任に昇進する。ちょうどその頃失脚から返り咲いた鄧小平によって「より革命的で、より若く、より知識があり、より専門的な」次世代の指導者を育成することを目指すプログラムが実行され、それによって多くの有能な若手党員が見出された。同年、張延青は胡錦濤を半年間観察したのち、勤務態度がまじめで、上司に忠実で、同僚の評判もよい胡錦濤を、主任の単国棟に推薦し、幹部会議の討論を経て、設計管理字部長に任命した。このときの胡錦濤は33歳で、建設委員会ではもっとも若い次長となった。なお、後に中国の最高権力者の地位に就いた胡によって国務院総理に指名されることになる温家宝は、この当時、甘粛省地質局地質調査測量隊・思想政治課副主任を務めていた。当時の同僚によれば、胡錦濤は次長に昇進したのちも以前と変わらず仕事に精を出し、勤務時間を守り、同僚に愛想がよく、さわやかではきはきとした仕事ぶりで、中間管理職となったことを鼻にかけるような態度は少しも見せなかったという。次長に昇進した胡は、幹部チームを率いて蘭州市永登県六福郷へ赴き、農民たちに社会主義教育の宣伝活動を行った。胡錦濤らは政治思想教育のための資料を数多く用意してきたが、農民たちの関心事は、詩歌の朗読や理論よりも、少しでも多く食料を作り、腹いっぱい食べることであった。そのことを知った胡は、机上の空論の宣伝よりも、もっぱら生産力回復を第一義とする鄧小平の実務路線に従った。1975年5月29日、鄧小平は毛沢東の3項目、「ソ連反対主義への修正」、「安定団結」、「経済発展」の3つを各分野の指針とする指示を出し、経済発展を軌道に乗せようとする。胡錦濤は六福郷の社会主義教育プログラムの責任者として、ソビエト連邦の侵入に備えることの重要性を説いて政治理論書の学習を指示し、一方で幹部チームを率いて農作業・かんがい用水路の整備に力を入れて農民たちを食糧不足から脱却させようとした。この教育プログラムは半年にわたって行われ、リーダーを務めた胡は政治活動の経験を積む形となった。プログラム終了後、胡は設計管理部の指導管理に加わり始めた。
その後中国の各分野における経済活動が活発化したことで、甘粛省建設委員会も蘭州市のインフラ整備に力を入れ始める。甘粛省建設委員会は胡錦濤に対して蘭州市養鶏場、乳製品製造工場、青少年文化センターの建設工事の計画審査と基礎工事の現場総監督を任せた。胡錦濤は3つのプロジェクトの企画審査と建設用地の選定会議を開き、設計から建設用地の選定、基礎工事、建設施工の管理、完成後の検査までのすべての段階における責任者を定めて責任の所在を明確にした。各段階において工事のできばえに対する請負制を実施し、品質管理を厳格にし、建築物に欠陥を残さない措置を取った。3つの建設プロジェクトは順調に進行し、2年足らずで完成にこぎ着け、各施設とも使用開始が可能となった。1980年、胡錦濤は建設委員会次長から副主任に栄転し、副局長クラスの幹部となる。清華大学時代から胡錦濤の上司であり、胡耀邦のかつての部下であり、甘粛省党委員会副書記の劉冰という人物と胡は親密な間柄となった。胡錦濤は暇さえあれば劉冰を訪ね、仕事についての指示を仰いだ。
有能な若手党員の一人として、胡は甘粛省党委第一書記である宋平の推薦により、1980年に中国共産主義青年団の甘粛省委員会書記に就任した。かつてインフラ整備の建設工事を宋平が視察した際にその案内役を務めたのが胡錦濤であり、宋平は胡錦濤に対して好印象を抱いたという。

#### 胡耀邦との出会い
1981年9月、甘粛省党委員会は、胡錦濤を鄧小平の娘（鄧楠）と胡耀邦の息子・胡徳平と共に中央党校にて共産党の高級幹部となるための訓練を受けさせることを決定した。これは、地方の甘粛省から中央に異動していた宋平の推薦によるものであった。鄧楠は胡錦濤に良い印象を持ち、そのことを父・鄧小平に報告している。また、胡耀邦の息子も胡錦濤を自宅に招待し、胡耀邦に初めて対面させている。胡耀邦は共産主義青年団出身の後輩である胡に親しみを込めて握手をしたことで、それまでの緊張がいっぺんに解けた。その日、彼ら2人は膝をまじえて天文地理、歴史文学、政治情勢、国際問題、現在の仕事に至るまで語り合った。その後も胡錦濤は胡耀邦をしばしば訪問し、2人の親交はますます深まった。

#### 中央委員候補
1981年7月2日、鄧小平は省級党委員会書記の全体会議を召集し、若手幹部の起用が共産党政権の命運に関わる重要な問題であることを述べ、4、5年後には政権の危機を招くであろうという警告を発し、問題の解決として古参幹部から率先してポストを若手に譲ることを要求した。その際鄧小平は以下の4つの基準を示した。
1. 年齢は45歳以下。
2. 共産主義青年団での仕事の経験がある。
3. 高学歴で末端組織での職歴がある。
4. 政治思想面に問題がない。

胡錦濤は当時39歳で甘粛省最年少の局長幹部で中央党校在学中であり、第12回総会甘粛省代表に選出されていた。さらに中央党校で研修を受けていたことで胡耀邦の近くにいたことと、清華大学の学長でもあった蔣南翔がここの常務副学長に任命されており、自身のかつての教え子である胡を強く推した。1982年9月1日から9月11日にかけて北京で開催された第12回総会において、共青団中央書記処第一書記の王兆国が中央委員に、胡は中央委員候補に選出された。また、胡耀邦が党総書記に、鄧小平は党中央軍事委員会主席にそれぞれ就任した。9月13日の夜、新任の中央委員と委員候補39名が胡耀邦の案内を受けて人民大会堂新疆ホールに入り、鄧小平ら長老と対面した。胡錦濤はその場で中央委員候補として紹介された。
第12回総会終了後に胡は蘭州に戻り、青年団書記兼甘粛省建設委員会副主任を務めていた。その3ヵ月後に人事異動の辞令が来た。胡はその3ヶ月間建設委員会の仕事で忙しく、青年団の業務にはほとんど関わらなかった。その頃胡錦濤は友人を蘭州に集め、自身の経験から建設委員会の良さを挙げて友人らに転勤を勧めた。友人らの多くはいずれも南方出身者で、いずれ故郷に戻りたいと考えていたため、胡の誘いには興味を示さなかったという。

#### 共産主義青年団
1982年10月、甘粛省共青団書記に就任し、そのわずか2ヵ月後の12月31日に共青団第11期1中総会で中央書記処書記に昇進した。共青団第一書記・王兆国の助手として、胡錦濤は共青団の仕事を補佐した。王兆国は鄧小平からの信頼を得ていた。胡が王兆国と一緒に仕事した期間は1年半であった。2人とも1982年12月末に書記となったが、王兆国は1984年5月に中央弁公庁（官房庁）主任に任命された。当時の2人について、「王兆国は生まれながらのナンバー1、胡錦濤は生まれながらのナンバー2」とささやかれたという。胡は、自分の地位について不満を漏らすことはなく、黙々と、慎重に、仕事をこなしていた。王兆国は共産主義青年団中央書記処第一書記になる前は、工場の中間管理職（副部長）であり、その頃の胡錦濤は建設委員会副主任（副局長）であったため、2階級上の立場にあった。鄧小平からの推薦を受けた王兆国は、一般の管理職から中央省庁入りという転身を果たしたことで有頂天になっていた。王兆国との関係において、胡は以下の3つの原則を守った。
1. 重要な政策決定は王兆国に任せ、自分は決定事項の遂行に従事する
2. 華やかな表舞台は王兆国に任せ、自分は裏方に徹する
3. 王兆国を青年団の顔として立て、自分はあくまでも補助役としての立場を逸脱しない

青年団の幹部によると、王兆国は部下にいつも高圧的な態度で接し、ミスを犯した者には烈火のごとく怒り散らし、青年団中央の職員で彼に叱られた事が無い者はほとんどいなかったという。一方胡錦濤は物腰が低く丁寧で、部下や同僚たちの評判がすこぶる良かったという。
1984年には共青団中央書記処第一書記に昇進し、共青団の事実上のリーダーとなる。共青団中央書記時代の胡は、党総書記である胡耀邦の地方訪問をエスコートしている。

#### 貴州省党委員会書記
1985年7月、胡耀邦によって貴州省党委員会書記に抜擢され、さらに9月には党中央委員に昇進した。上海幇の構成員とは対照的に、胡錦濤はそのキャリアの多くを中国の裕福な沿岸地域でなく貧しい内陸地域で積んだ。そのため部分的には、彼は上海幇と比較して西洋的な考えになじみがないと言えよう。1980年代に北京では民主化を求める抗議活動が起こり、その結果胡耀邦が失脚したが、同じように起こった地方の学生の民主化を求める抗議活動に対して胡錦濤は慎重に対処した。

#### チベットでの活動
1988年6月、チベット自治区の伍精華党委員会書記が重病のため辞職した。趙紫陽総書記は2つの貧しい貧困地域（甘粛省・貴州省）で働いていたことを理由に、胡錦濤をチベット自治区党委員会書記に指名した。同年12月には書記に就任したが、当時チベット自治区の区都であるラサではデモ活動が起こっていた。1989年1月19日にラサにて公開裁判を行い、前年3月に起きた抗議運動に加わって逮捕された僧侶に死刑判決を含む重罪判決を言い渡した。その際僧侶の頭を押さえるなどチベット民衆に対する見せしめとなった。その直後の1月28日にパンチェン・ラマ10世が急死したが、多くのチベット人は孟宏偉らとともに胡がそれに関わったと信じている。同年3月には抗議運動が大規模なデモ行進にまで発展したため、胡はラサ全市に3月8日午前零時から戒厳令を布告した。戒厳令布告は天安門事件に先立ち中華人民共和国史上初めてのことであった。1989年6月に天安門事件が勃発した際も真っ先に支持した地方政府指導者の一人であり、党中央から注目された。UPI通信社のマーティン・シーフはロシアのウラジーミル・プーチンと比較して「どちらも異論を抑えつける経験の豊富さでトップにのし上がった有能でタフな権威主義者」と評した。
しかしこの頃、胡本人は自身の将来に対し悲観的であることを友人に話している。キャリアに行き詰まり、今の地位である地方の党書記以上に出世することはないだろうと胡は思っていた。彼は、チベット自治区で貴州省の時と同じように実績を残すことができず、党の高級幹部になることは難しいと考えていたため、チベットでなく北京で過ごすことが多かった。しかし、胡はチベット自治区党委員会書記在任中も宋平と連絡を取り続けており、このことが将来に大きく影響を及ぼす。

### ポスト江沢民
1992年の第14回党大会が行われる前に、鄧小平・陳雲など党長老たちは、鄧小平を中心とする「第二世代」から江沢民を中心とする「第三世代」へスムーズに権力の移譲を行う為に後継者を選出した。さらに鄧小平は「第四世代」を代表する50歳以下の人物を将来の指導者として選出することを提案した。この時、宋平が将来の指導者として胡錦濤を推薦した。結果として、胡は党中央政治局常務委員に選出された。これは中華人民共和国建国史上2番目の若さだった。同時に党中央書記処書記にも選出された。
党総書記兼国家主席として最高権力者の地位にあった江沢民の後継者と見做されていたが、胡は自身でなく江沢民が注目されるように注意を払っていた。2000年に江沢民が提唱した三つの代表理論に対し、自らを毛沢東や鄧小平に並べるための売名行為との批判が出たが、胡はこの理論を宣伝した。そのため、彼は穏やかで礼儀正く、協力関係を築くのに熟練しているというイメージを持たれた。1998年には国家副主席に就任して訪日の際は天皇との会見などをこなすも、江は胡が対外関係でより積極的な役割を担うことを期待した。1999年のコソボ紛争におけるNATO軍の空爆で中国大使館が誤爆された際には、中国政府を代表してテレビ演説を行った。胡錦濤はこの演説で「アメリカをはじめとするNATO軍は我々の大使館を攻撃し、人命を奪い建物を破壊した」「アメリカの爆撃は中国の主権侵害であり、『犯罪行為』で『野蛮な行動』だ」「市民と学生のデモは人民の怒りのあらわれだ」と述べた。その上で「中国政府が全ての合法的なデモを支持していることを表明し、国民には、国家の根本的利益を考えて過度な反応は控えるよう呼びかけた。
2002年の第16回党大会で権力の移譲が行われ、江が権力の中心から退いた。しかし江は自身の派閥である上海幇から呉邦国・賈慶林・曽慶紅・黄菊・李長春を中央政治局常務委員に配置し、また自身も党中央軍事委員会主席のポストを手放さず、院政を敷くものだと思われていた。
胡錦濤は常に自分を隠し通してきており、「これといって目立つ特徴がないのが胡錦濤の最大の特徴」とされた。副主席として訪米した際は胡錦濤の名前を捩ってその控え目で寡黙かつミステリアスな雰囲気を"Who's Hu？"とアメリカのメディアは揶揄した。2002年4月25日の午後、マレーシアを訪問中の胡錦濤に対して香港の記者がインタビューを行い、その中で「海外のメディアは、あなたを『謎に包まれた人物だ』といっていますが、ご自身ではいかが思われますか」と尋ねた。これに対して胡錦濤は「その評価はあまり適切ではありませんね」と返答した。

### 党総書記
2002年11月15日、胡錦濤は党総書記に選出され、次いで2003年3月15日の第10期全国人民代表大会第1回会議において第6代国家主席に就任した。

#### 内政

##### 胡温体制

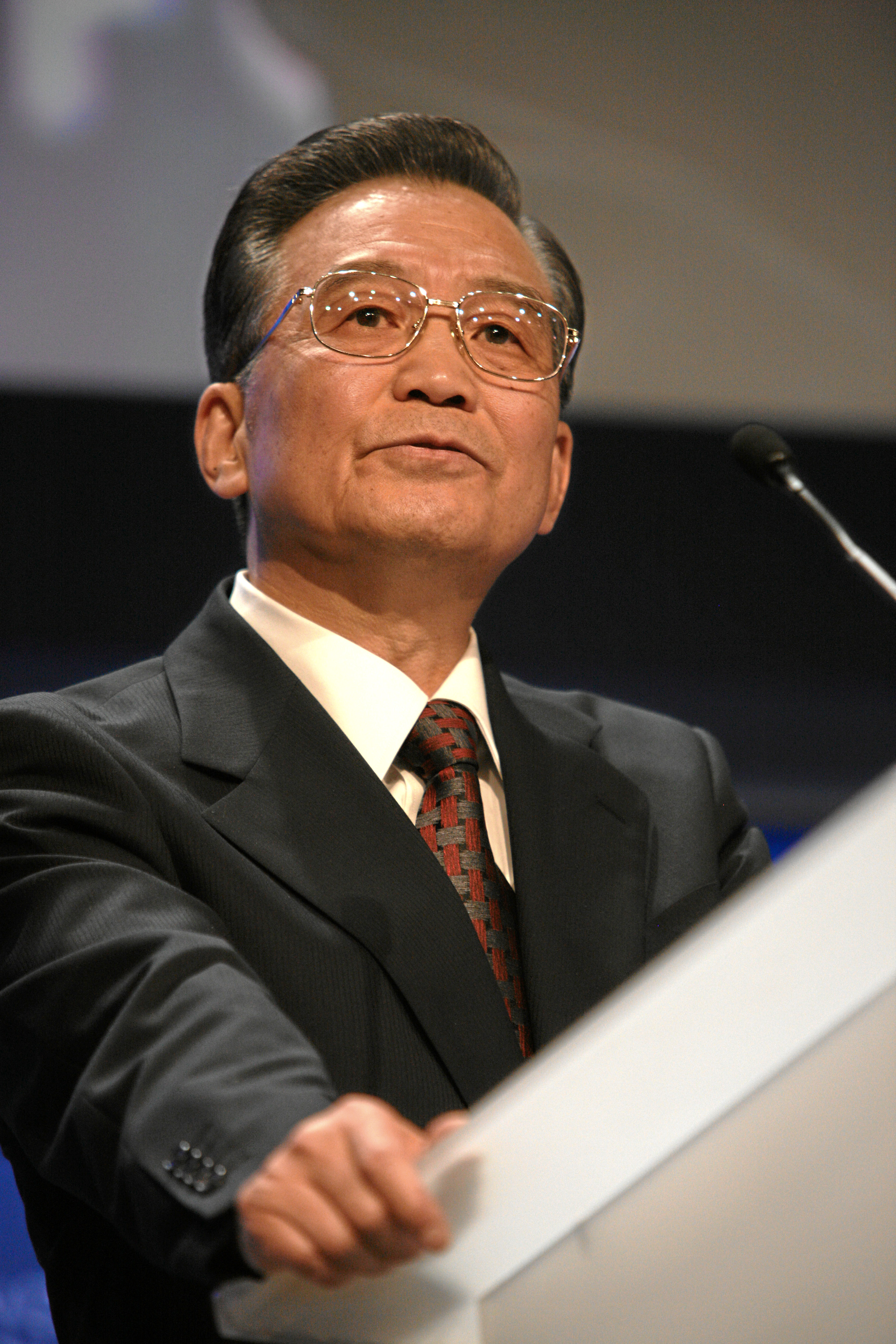
温家宝

胡錦濤は国務院総理に指名した温家宝と共に科学的発展観に基づき、1990年代以降に中国社会で問題化した改革開放政策での高度経済成長に起因する格差の拡大・環境汚染による公害などに取り組み、「和諧社会」・「小康社会」というスローガンを掲げて所得格差の是正と安定成長に努めた。胡錦濤が最高権力者になってからも、オリンピックとしても国際博覧会としても史上最大規模だった北京五輪・上海万博に代表されるように経済開発の重視は変わらなかったものの、輸出主導の大量生産社会から内需主導の大量消費社会に転換することを目指した。また、胡錦濤体制では国有企業の民営化の動きが停滞し、国家資本主義を支える国有・公有経済の管理と堅持が強調され、1990年代の「国退民進」と対照的な「国進民退」とも呼ばれた。
胡温体制で中国のGDP（国内総生産）は世界2位となり、2008年の世界金融危機の際は当時の王岐山国務院副総理の主導で金融緩和と共に高速鉄道網の建設など4兆元の大規模な財政出動（内需拡大十項措置）を断行して世界最速のV字回復で金融危機を脱出させ、中国は当時の世界のGDP増加の過半数に関連したことからリーマンショック後の世界経済を救済したと評されるも、この投資主導の政策は人民元改革と共にバブル経済を加速させてバラマキ財政や箱物行政のような無駄な公共投資と地方融資平台による不良債権などの課題も残したと批判する見方もある。ただし、農村部住民の足かせとなっていた農村戸籍の廃止に地域限定で乗り出し、「新型農村合作医療制度」と「都市部住民基本医療保険」の導入で保険制度のなかった農村部と都市部を統合して2020年までの国民皆保険（全民医療保障）を目指した点は評価されている。

##### 上海幇との主導権争い
院政を敷いたかに見えた江沢民だったが、2004年に党中央軍事委員会主席の座も胡錦濤に譲り渡した。これにより、胡錦濤は軍のトップにもなり、党・政・軍の全ての権力を事実上掌握した。しかし江沢民を中心とする上海幇との権力闘争は以降も続くことになる。
その後の胡錦濤は権力基盤の強化で一定の成功を収めている。2005年8月には中国人民解放軍の機関紙「解放軍報」が胡錦濤を称賛する記事を連日掲載するようになった。これは胡錦濤が軍部との間に協力関係を築いたことを示している。2006年9月には上海市党委員会書記の陳良宇が汚職の疑いで解任され、上海幇が勢力を失ったとされた。
しかし2008年3月15日の第11期全国人民代表大会第1回会議にて、胡錦濤自身は再び国家主席に選出され、国家中央軍事委員会主席にも選出された ものの、自身と同じ共青団の出身である李克強を次期の党総書記にすることができず、上海幇の推す習近平が次期の党総書記に就任するなど、上海幇の影響力は依然として残っている。それでも、2007年の第17回党大会で胡錦濤の勢力が躍進したため、これから胡錦濤の権力は強くなっていくという見方もあった。

##### マスメディア統制
就任当初多くのヨーロッパやアメリカの為政者は胡に対して「隠れた自由主義者」という期待感を持っていた。実際に2002年発生した伝染病SARSに関して前任の江沢民政権ではほとんどの報道が規制されていたが、胡就任後には感染経路等の詳細な報道がなされるようになり、胡耀邦の辞任や2008年に発生した四川大地震のような国民の関心の高い出来事に関する報道は国内外問わず江沢民政権時代に比べ開放路線へと向かった。
しかし、胡はインターネットの監視と警告も行っており、江の時代よりも敏感な政治的検閲を行った。2008年のチベット騒乱や2009年ウイグル騒乱の際は地域限定でインターネットの遮断も起きた。
なお、2010年2月21日には人民日報が運営するミニブログ「人民微博」へ胡本人がアカウントを開設したと話題になったが、一言もメッセージを残さぬまま、翌22日には非表示となった。またこのとき、濤哥（胡錦濤アニキという意味）」という愛称で呼ばれている。

##### 道徳規範

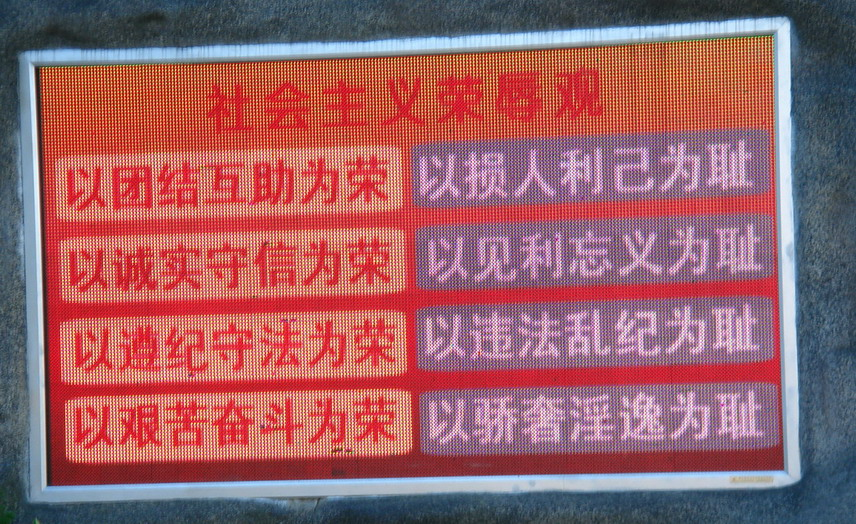
電光掲示板に掲げられた社会主義栄辱観

2006年3月、中国国内における多数の社会問題への対応として、胡錦濤は「8つの名誉と8つの恥」という題目の、中国国民に守らせる道徳規律・「社会主義栄辱観」を公開した。「8つの名誉と不名誉」として知られている代わりに、良き国民が名誉と考えるものと、恥と考えるものとが要約された、8つの詩趣に富んだ政策が盛り込まれている。いよいよ脆弱になる社会構造の中で主に同世代の中国人が関係している金と権力の掌握と、改革開放後の中国がもたらした、ますます増加する道徳心の欠如を、胡錦濤のイデオロギーで解決する方法として広く知られている。これは中国共産党指導者自身のための基準から、マルクス主義者の理論に貢献するものへと変わった。また、各大学への「マルクス主義学院」の設置を推し進めた。
北京オリンピックと上海国際博覧会の準備で教室に張られたポスター・街の通りにある旗・電子工学による展示板などの普及を促進している。胡錦濤の政策は前任者のイデオロギーで、すなわち江沢民の三つの代表・鄧小平理論・そして時代の中心であった毛沢東思想とは異なり、社会的・経済的目標を課すことに反対して徳治主義的に道徳規範を成文化したものへ推移している。

#### 外交・軍事

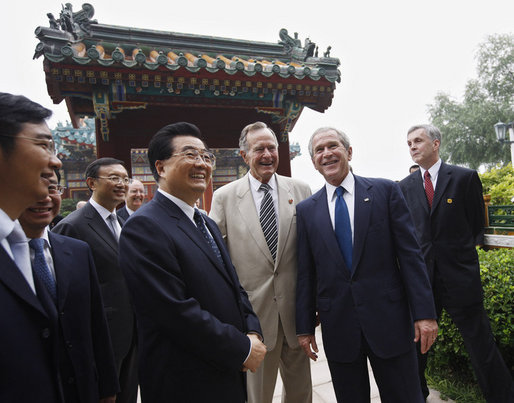
2008年8月、ジョージ・W・ブッシュ（右）、ジョージ・H・W・ブッシュ（中央）と

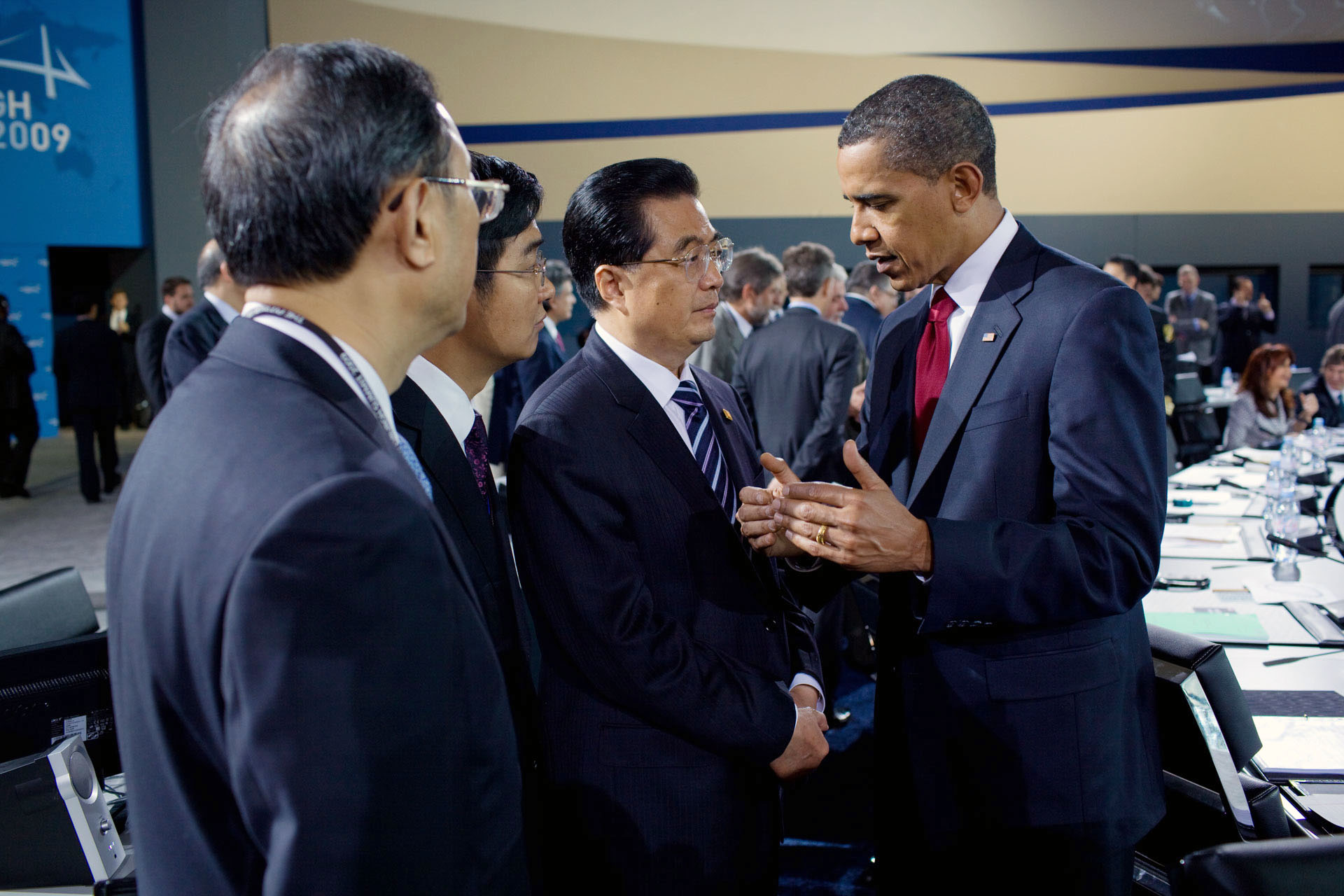
2009年、バラク・オバマ（右）と

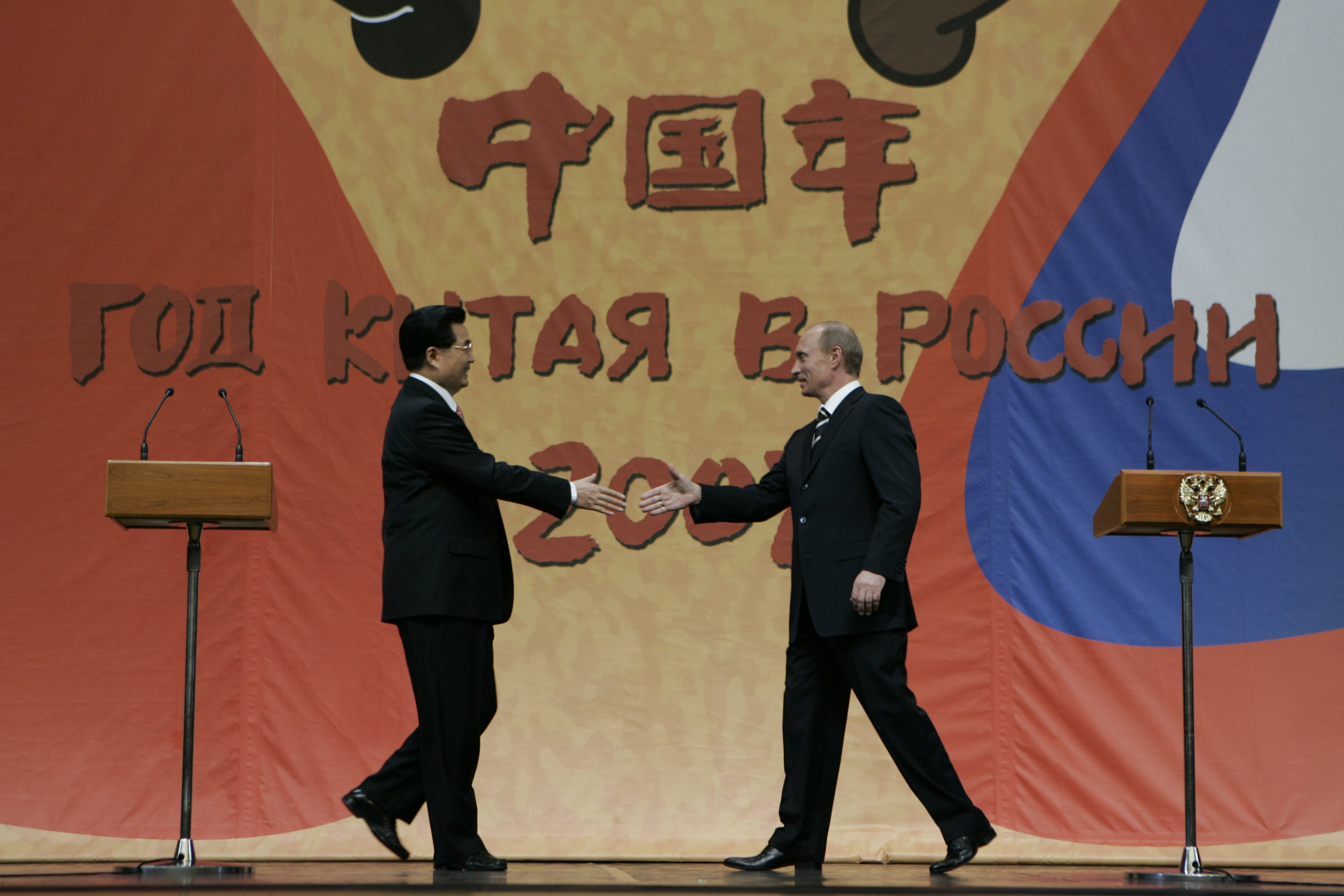
2007年、ロシアのプーチン大統領（右）と

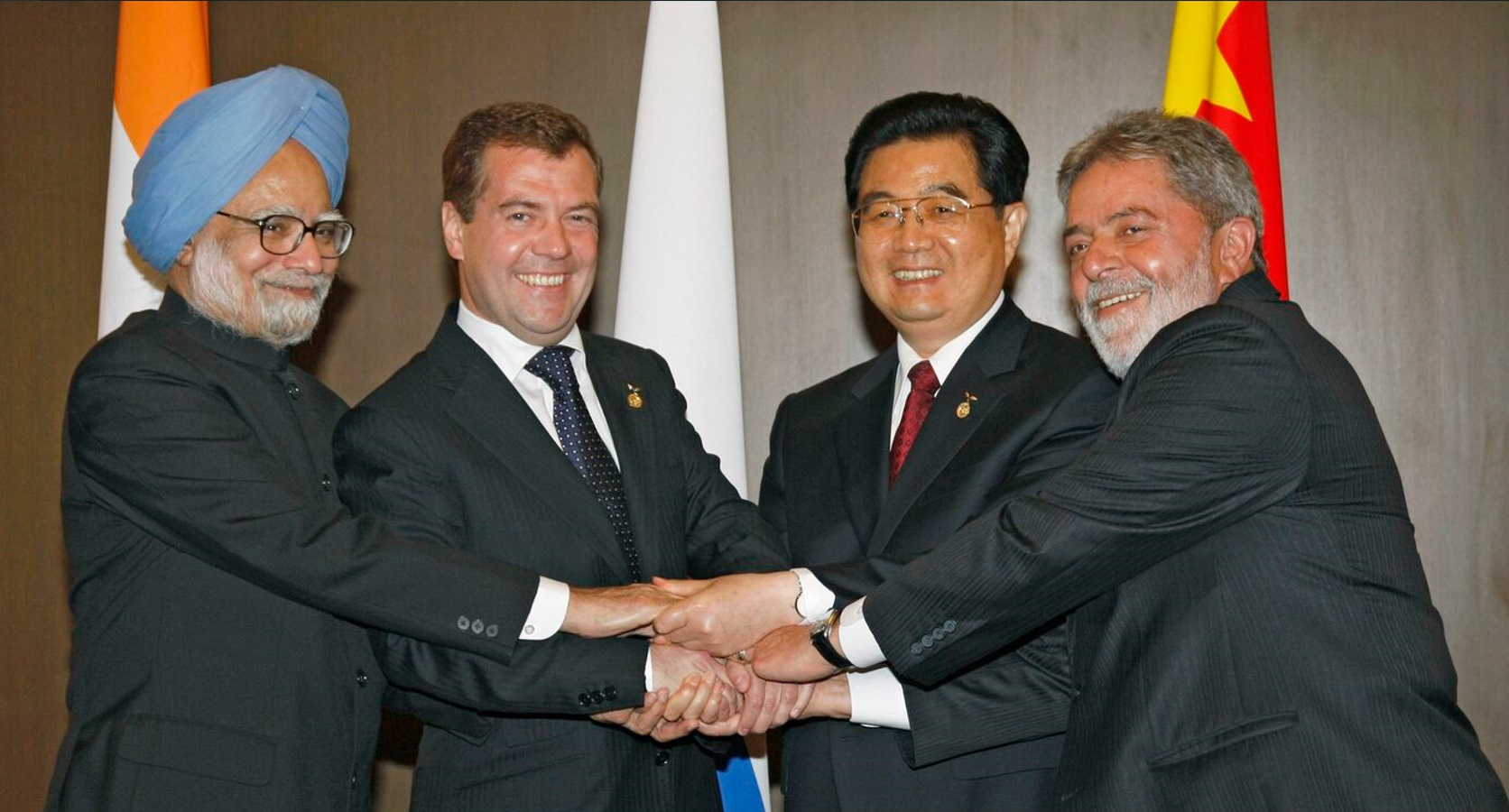
2008年、BRICSの首脳4人。左からインドのシン首相、ロシアのメドヴェージェフ大統領、胡錦濤、ブラジルのルーラ大統領。

胡は外交政策として、後述する日本や台湾の例にある通り江の外交政策の修正に集中しており、世界のさまざまな国と関係を強化した。
胡はアメリカ合衆国・中国・北朝鮮の三者協議と、さらに近隣諸国の韓国・日本・ロシアも加えた6カ国協議を北京で主催するなど北朝鮮核問題に積極的に従事している点で、江とは異なる。北朝鮮にとって当時最大の貿易相手で経済的に依存し、中朝友好協力相互援助条約で唯一の軍事同盟締約国であることから、中国に仲介を要請したアメリカに対して江は2国間の問題であるとして取り合わなかったが、胡はアメリカの起こしたイラク戦争の衝撃から仲介に乗り出したとされる。当初金正日は対話を拒否するも、中国が3日間原油を禁輸したことで態度を翻したともされている。胡は6カ国協議による多国間対話での平和的解決を基調としつつ北朝鮮への圧力の必要性も理解し、日米の提案した国際連合初の北朝鮮への経済制裁である国際連合安全保障理事会決議1718にも賛成した。
胡は中国の平和的台頭を掲げて中国の台頭は平和と安全に寄与することを国際社会に保証するとし、世界の様々な地域に軍などから部隊を派兵して平和維持活動（PKO）への参加を本格化させて中国は国際連合安全保障理事会常任理事国として最大のPKO派遣国となり、特にアフリカを重視してスーダンでの国際連合アフリカ連合ダルフール派遣団の成立に主導的な役割を果たし、リベリアでは平和維持軍に参加する中国が国連への影響力を利用して台湾（中華民国）との国交断絶をリベリアに行わせたと台湾政府から非難された。ソマリア沖海賊対策では中国人民解放軍海軍の艦隊を派遣して建軍以来初の実任務外洋遠征を行って真珠の首飾り戦略に基づいた中国の海洋進出を推し進めた。アフリカ諸国への援助も積極的に行い、アフリカ諸国の首脳を北京の中国・アフリカ協力フォーラムで集めて胡が行った提案でアディスアベバのアフリカ連合本部は中国の資金と企業によって建設された。さらに「アメリカの裏庭」ともされてきたラテンアメリカ諸国に影響力を拡大し、中国は米州ボリバル同盟や南米諸国連合を立ち上げて米国と対決姿勢を強めていたベネズエラやエクアドルの最大の債権国になり、中南米諸国の首脳が集められたカラカスのラテンアメリカ・カリブ諸国共同体の設立会議で議長のベネズエラのウゴ・チャベス大統領は米国を批判して胡の祝電を読み上げている。
また、胡は中国の持つ世界最大の外貨準備高を活用してアジア・アフリカ・中南米の発展途上国（G77）での資源権益獲得だけでなく、アメリカ・ヨーロッパ・日本などの先進国（G7）にも対外投資を行う走出去を推し進めた。中国が最大のアメリカ国債保有国・最大の貿易赤字相手国となって無視できなくなったアメリカでは、中国とあらゆる世界的な問題において協力できるとするG2論が流行するなど中国が世界にもたらす影響は胡錦濤の在職中に増大した。

##### 台湾
党総書記に就任後間も無く、胡は当時の陳水扁総統による台湾独立運動に直面する。前任の江は第三次台湾海峡危機・ナウルとの国交樹立などで台湾と緊張関係を激化させており、胡は強圧的だった江と一線を画して硬軟組み合わせた対応を取った。
2005年3月、全国人民代表大会で反分裂国家法が可決され、台湾での独立宣言に対しては「非平和的に」対応することを決め、胡は引き続き民進党政権と対決する一方で、2000年中華民国総統選挙で中華民国史上初めて野党となって2004年中華民国総統選挙でも僅差で敗北していた国民党・親民党・新党も懐柔する動きに出た。特に中国国民党と中国共産党の関係は、北伐と日中戦争といった、両者が2度の共同戦線を張った国共内戦前まで遡り、第三次国共合作も議論されてきた。2005年4月には当時国民党主席だった連戦と胡による60年ぶり（1945年の蔣介石と毛沢東の重慶会談以来）の国共トップ会談を実現させ、2005年には中国国民党大陸訪問団、親民党大陸訪問団、新党大陸訪問団が相次いで歴史的な訪中を行った。
2008年3月20日、台湾で中台関係の改善を掲げた国民党が選挙に勝利し、中華民国立法院でも国民党が過半数を占め、中国共産党と中国国民党の一連の会合は続いた。26日に胡はアメリカのジョージ・W・ブッシュ大統領に、九二共識では双方が「中国は1つであるが、その定義については意見を異にすることで同意した」ということを電話で伝えた。同年4月12日に胡はボアオ・アジア・フォーラムの開催中に国民党副主席（当時）の蕭万長と会談し、5月28日には政権与党に復帰した国民党との間で、国民党の呉伯雄党主席と初の与党党首会談を行った。この会談で胡と呉は九二共識のもとで双方とも公式会談を再開すべきであるという意見で同意した。呉は台湾独立に反対の立場を表明した。胡は台湾の世界保健機関（WHO）へのオブザーバー加盟を容認するとともに、台湾の人々の関心事への処理、防衛、尊厳、そして国際社会での台湾の立場は、中国共産党政府が決めることを表明した。党間交流と同様に、海峡交流基金会と海峡両岸関係協会を経由しての会談は、北京にて最初に行われるとともに、胡と、新たに台湾の総統となった馬英九の両者は、九二共識が台湾海峡における双方の間の交渉の基礎となることで合意した。海峡交流基金会と海峡両岸関係協会の会談における最初の優先事項は、三通の開通、とくに中国本土と台湾の間での直行便を出すことであった。12月15日、三通の開通が実現した。12月23日には中国からジャイアントパンダの團團（オス）と圓圓（メス）が台北市立動物園に寄贈された。
また、蕭万長の提唱した「一中市場」・「大中華経済圏」とも呼ばれる両岸共同市場の構想に胡は賛同し、2009年5月26日に台湾とは中国本土・香港経済連携緊密化取決めや中国本土・マカオ経済連携緊密化取決めに類似した両岸経済協力枠組協議（ECFA）を締結し、台湾側は中国経済との一体化による実益を期待し、中国側は経済の一体化からの中台統一を目指した。
台湾国内でも毛沢東のペーパーウエートが発売され、中国国内でも2009年に建国60周年で制作された国策映画の建国大業で蔣介石の愛国的一面が描かれたことに蔣介石の孫で当時国民党副主席の蔣孝厳が「客観的な歴史評価」と称賛 して国民党本部で毛沢東の孫と面会 するなど中台の友好ムードが高まっていった。
2010年の上海国際博覧会では、40年ぶりに台湾が万博に出展することを認めて万博のテーマソングを台湾のアイドルグループの飛輪海が歌い、民進党の前政権に対しては6カ国も台湾と国交断絶させたのに対して国民党政権になると馬英九総統が掲げる外交休兵に配慮して胡錦濤の在職中は台湾と断交する国はなくなった。
また、様々な記念行事に中華民国国軍OBを招くなど台湾の退役軍人との交流も進め、2011年6月6日、北京で交流会が行われた際に出席した国防大学初代学長の夏瀛洲二級上将ら台湾の退役将校が「われわれ国軍も共産党軍もともに同じ中国軍」「歴史的任務と使命である中台統一のためにともに頑張ろう」と発言して台湾で物議を醸した。
2012年には第18回全国代表大会で国民党中央委員会が祝電を送って国民党との蜜月ぶりを示した。国民党政権と関係を強化する一方で国務院台湾事務弁公室に政党部を設けて野党となった民進党にも接触を図り、陳菊や謝長廷など民進党幹部の訪中も受け入れた。

##### 日本
内政的対日姿勢に関して、1990年代の江沢民政権期における中国の愛国教育や報道姿勢が反日を基にした排外的愛国主義であったのに対し、胡錦濤が党総書記に就任して以降の愛国教育は反日的色彩が薄く、中国の国内統合を目指すものとなっており、胡錦濤が影響力を持つ「中国青年報」の報道も他のメディアに比べて反日報道が少ないものとなっている。1990年代後半のインターネット普及期にナショナリスト団体によって乱立された「愛国者同盟網」や「反日先鋒」などといった攻撃的な反日ウェブサイトも胡錦濤が党総書記に就任すると閉鎖や活動停止の処分を受けた。
2005年4月に北京で政府の制御が及ばないほどの大規模な反日デモが発生した際も、他のメディアが反日報道を繰り返す中、「中国青年報」は反日的な報道を控えていた。しかし、胡錦濤のこのような対応は党内の保守派勢力からの格好の攻撃の対象となり、最終的に「中国青年報」も他のメディアに追随する報道姿勢をとるようになった。日本の産経新聞や香港紙「成報」によると、「中国青年報」の変化や愛国的サイトの復活は、胡錦濤が党内の保守的なグループに一定の譲歩をしたことを示しているという見方もある。
外交的にも胡錦濤自身の対日姿勢は前党総書記の江沢民ほど反日的では無く、胡錦濤の盟友で親日派だった胡耀邦に類似しており、価値観外交で中国と一線を画す安倍晋三首相とも8年ぶりとなる共同文書「日中共同プレス発表」で戦略的互恵関係を打ち出し、1980年代以降必ず全ての共同文書に記載されていた歴史問題への言及を除外し、逆に文書の形で初めて戦後60年の平和国家としての日本の歴史を評価した。2008年5月に来日し、個人的にも信頼関係にあった当時の福田康夫首相と「戦略的互恵関係の包括的推進に関する日中共同声明」を発表し、日本が戦後60年間世界の平和と安定に貢献していることを積極的に評価して日本と中国は互いにパートナーであって脅威ではないとする文言を記載した。来日時には中国の最高指導者としては初めて奈良県に訪れて法隆寺と唐招提寺や横浜の横浜山手中華学校にも行き、早稲田大学で講演を行ってODAなどによる日本からの支援が中国の経済成長に貢献していることに感謝の意を示している。早稲田大学では福原愛と卓球で勝負し、その模様はテレビのニュースでも報道された。胡錦濤は福原に対し、「あなたは私のことを知らないかもしれませんが私はあなたのことを知っています」と話しかけた。四川大地震などの大災害時の日本の自衛隊派遣検討などの対応にも日本に感謝の意を表している。同年5月8日には創価学会の池田大作名誉会長とも会談。池田の中日友好への貢献に謝辞を述べると共に、福田康夫との日中共同声明について、「歴史的な角度から見ても、現実的な角度から見ても、中日両国は平和共存、世代友好、互恵協力、共同発展を目指して、ともにアジアの人民のために有意義な貢献をすべきである。そして、必ずそうなることができる。私はこう確信しています」と語った。同年6月には東シナ海ガス田問題で一部の共同開発を合意した。同年8月の北京オリンピックの開会式には親中的な福田首相だけでなく、反中的とも評されていた当時の石原慎太郎東京都知事も招待する寛容性もあった。石原都知事の招待は「大国の度量を見せるもの」として中国のネット世論も支持した。翌2009年に日本で自公政権から民社国連立政権への交代が起きた際は、小沢訪中団を歓迎した。2011年3月の東日本大震災の際には明仁天皇に打電しており、国際援助隊を派遣した。しかし、2012年9月の尖閣諸島国有化を巡っては台湾の公船とともに中国の公船を領海侵犯させるなど日本とは緊張関係になった。
また、胡錦濤時代の中国は日本にとって最大の貿易相手国になり、世界最大の日本国債保有国にもなった。記録的な日本国債の大量購入は国内外の注目を集め、2010年9月9日に当時の野田佳彦財務大臣は中国政府にその意図に関する説明を求めるとも述べていた。また、トヨタ自動車など200社前後もの日本企業の株を大量取得したOD05オムニバスチャイナトリーティは温家宝らの後押しでつくられた中国投資有限責任公司系ファンドと報じられ、日本の技術力に関心のある胡錦濤の意向もあったとされる。
一方で、2010年9月7日、尖閣諸島付近で操業中であった中国漁船が、これを違法操業として取り締まりを実施した日本の海上保安庁の巡視船に衝突させる尖閣諸島中国漁船衝突事件が発生した。
一般的に知日派とされる胡であるが、浜田和幸は次のように主張している。胡錦濤は幼い頃に父親から「お前の母親が早死にしたのは日本軍のせいだ」と聞かされて育ったという。胡錦濤の母で教師だった李文瑞は過労と栄養不良のため、夫と3人の子供を残して死んだ。それ以後胡錦濤の父は事あるごとに「日本軍が上海を占領しなければ商売もなんとかできたし、妻の産後の肥立ちも順調だったに違いない。自分の運命をめちゃくちゃにしたのは日本軍だ」と、あたかも家庭内で反日教育を受けて成長したようなものだと指摘している。2002年4月に胡錦濤は初のアメリカ訪問に当たり、途中でハワイに立ち寄って真珠湾攻撃で戦死したアメリカ軍兵士に献花してから本土へ向かったが、この行動からも反日感情が根深いものであることが窺えるという。

##### 韓国
2010年12月25日、黄海で中国漁船が韓国警備艇に突っ込んで沈没させ、漁船船長が死亡し乗組員1人が行方不明となった事件が起こった。

### 引退
2012年の第18回全国代表大会にて、当時の憲法にて決められていた「総書記は2期10年まで」という規定に従い、総書記から退いた。胡が持っていたすべての役職は、後任の習近平に譲られた。引退後はほぼ沈黙し、一切の政治活動を見せないようになった。これは、前任の江沢民が、引退後も中央政治局の部下を通じて、「院政」を敷いたことと対照的とされ、「裸退」と呼ばれた。

### 党大会の退席
2022年10月22日に行われた中国共産党第二十回全国代表大会の閉幕式終了前に、胡錦濤が係員に促され退席した。国営の新華社は胡錦濤の体調が悪く、隣の部屋で休ませるために係員が付き添ったと説明したが、様々な憶測を呼ぶこととなった。

## 年譜
- 1942年12月21日 - 中華民国（現在の中華人民共和国）の江蘇省泰県姜堰に生まれる（祖籍は安徽省績渓県）。
- 1956年7月 - 江蘇省泰州市第二初級中学（中学校）卒。
- 1959年7月 - 泰州中学（高校）卒業。
- 1964年4月 - 中国共産党に入党。
- 1965年7月 - 清華大学水利エンジニア学部卒業。水力発電所の技師となる。
- 1982年9月 - 中国共産党第12回党大会で中央委員候補に選出される。
- 1983年8月 - 中華全国青年連合会主席に就任。
- 1984年11月 - 中国共産主義青年団中央書記処第一書記に就任。
- 1985年7月 - 貴州省党委書記に抜擢される。
- 1985年9月 - 党中央委員に昇進。
- 1988年12月 - チベット自治区党委書記に就任。
- 1989年3月7日 - ラサに戒厳令を布告する。
- 1990年10月 - チベット軍区党委第一書記を兼任。
- 1992年10月 - 第14回党大会で中央政治局常務委員に選出される。
- 1997年9月 - 第15回党大会で政治局常務委員に再選。
- 1998年3月 - 全国人民代表大会（全人代）で国家副主席に選出。
- 1999年9月 - 党中央軍事委員会副主席に選出。
- 1999年10月31日 - 第9期全人代常務委員会第12回会議で国家中央軍事委員会副主席に選出[144]。
- 2002年11月15日 - 中国共産党第16期中央委員会第1回全体会議（第16期1中全会）において党総書記に選出。
- 2003年3月15日 - 全人代で国家主席に選出。
- 2004年9月19日 - 第16期4中全会で党中央軍事委員会主席に就任。
- 2005年3月13日 - 全人代で国家中央軍事委員会主席に選出。
- 2006年4月 - アメリカ合衆国を公式訪問。
- 2007年10月22日 - 第17期1中全会で総書記に再任。
- 2008年5月 - 日本を公式訪問。
- 2009年7月 - 新疆ウイグル自治区での騒乱に対応するため、ラクイラサミットでの拡大会合への出席を取りやめ帰国するという異例の対応を取った。
- 2010年4月 - 青海省で大地震がおこる。BRICS首脳会議出席のため、ブラジル外遊中であったが、「人民と共に救援活動に取り組まなければならない」とし、チリ、ベネズエラ両国への訪問予定を延期。17日に急きょ帰国し、現地入りした。
- 2011年1月18日 - 1月21日 - アメリカ合衆国を公式訪問。ワシントン、シカゴを訪れた。
- 2012年11月15日 - 第18期1中全会の開会を以て党総書記・中央軍事委員会主席を退任。
- 2013年3月14日 - 国家主席・国家中央軍事委員会主席を退任。
- 2015年9月3日 - 中国人民抗日戦争・世界反ファシズム戦争勝利70周年記念式典に習近平の左隣に江沢民とともに並んで出席。
- 2017年10月18日 - 中国共産党第十九回全国代表大会に習近平総書記の左隣に江沢民とともに並んで出席。
- 2022年10月16日 - 中国共産党第二十回全国代表大会に習近平総書記の右隣に座って出席。しかし同月22日に行われた閉幕式の途中、職員に腕を掴まれそのまま退席させられた[145]。

## 人物
甘粛省建設委員会時代の胡錦濤の同僚たちは、彼の人柄についてこう述べた。
1. 礼儀正しく、先輩の意見を尊重する。
2. 記憶力抜群で、言うことは論理的で説得力がある。
3. 頭も切れるし、腕も立つ。しかも決断力がある。
4. 同僚に対していつも謙虚に振る舞う。また各部署との連絡を密にして、物事がスムーズに行われるようにする。

以上の4つの特徴を挙げている。

### 私生活

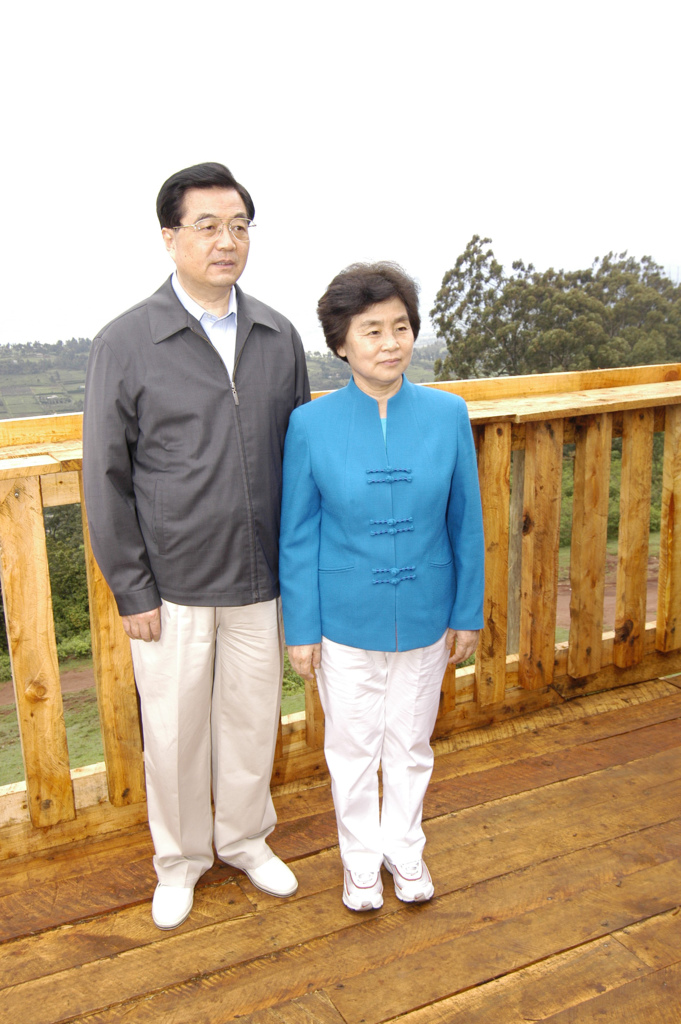
妻の劉永清（右）と（2006年4月29日）

胡錦濤は恐妻家で、家庭の事については全て妻の劉永清に任せており、私用で訪ねた友人・親戚の接待は全て妻が行うという。毎日の食事のメニュー・洋服の色とデザイン・収入の使い道・親戚付き合いなどの細かい事・子供の進学問題・地方への転勤の際に単身赴任又は家族同行にするかといった事も全て彼女の裁量次第であるという。甘粛省時代の同僚の話によると、胡錦濤は出張に出かける前に妻から小遣いをもらい、帰宅すると明細を逐一説明していたという。
劉永清との間に胡海峰と胡海清の2子を儲けている。海峰は2024年現在、民生部次官を務めている。

## 家系
本貫は安徽省徽州府績渓県。先祖は明の嘉靖年間の兵部尚書の胡宗憲。胡錦濤の高祖父で胡氏44代目の胡允源は16歳から17歳の頃に同郷の商人に連れられて各地を転々とし、江蘇省泰州黄橋にて雑貨店を始める。貯金がたまると同郷の者たちとの共同出資で、茶葉専門店「裕泰和」を開業する。経営はほとんど友人に任せて自分は奉公先の雑貨店で働き続けた。その後収入が増えると、新しく開いた茶葉専門店「胡永泰」を持つようになった。「裕泰和」は、同郷人が出資金を引き上げたことで胡允源の店となった。胡允源の一人息子で45代目の胡樹銘は、黄橋と季家市にある2軒の店を父から受け継いだ。彼には4人の男児がいたが、長男と三男は早世し、次男の胡炳華が「胡永泰」「裕泰和」の2軒を引き継いだ。四男であり、胡錦濤の祖父の胡炳衡は幼少時から読書を好み、科挙の合格を目指すも挫折を繰り返し、志半ばで死去。胡炳衡には2人の息子がおり、次男の胡増鈺（1917年生まれ）が、胡錦濤の父親にあたり、後に「静之」と改名する。

## 出自と記録
党の公式記録には泰州に関する記録についての記載が無く、胡錦濤自身も公式の場で泰州に触れたことは1度も無い。国務院弁公庁は胡錦濤の履歴について、泰州市役所に国内外新聞記者の取材には応じるなという通達を出している。
胡錦濤のいとこの胡錦江によれば、胡錦濤は小学校時代に履歴書の本籍欄に「泰州」と書いて父親にひどく叱られたという。本籍地を変えるのは先祖の忘却であると父に諭された。それ以後胡錦濤は履歴書の本籍欄には必ず「安徽績渓」と書くようになったという。
前任の最高指導者である江沢民の出身地は江蘇省揚州であり、揚州から50キロメートルしか離れていない江蘇省泰州を本籍であると発表すると、「江蘇閥」とのレッテルを貼られかねず、江沢民とは元々距離を置いてきた胡錦濤にしてみれば、党幹部からの余計な勘繰りを買うだけという見方がある。

## 雑誌評

### タイム誌
アメリカのニュース雑誌『タイム』が1999年以来毎年発表しているタイム100にて、2004年・2005年・2007年・2008年の4回選出されている。2009年はファイナリストに残ったが選ばれず、同年の指導者・革命家部門における中国人の選出は習近平・王岐山の2名であった。

### パレード誌
アメリカの日曜版の新聞470紙に配布されている雑誌『パレード』が発行している世界最悪の独裁者ランキングにて、胡錦濤は2004年以降選出されている。それによると、2004年には第3位、2005年には第4位、2006年には第6位、2007年には第4位、2008年には第5位、2009年には第6位に入っている。主な理由はメディアの統制、インターネットの監視、30万人の強制収容である。

### フォーリン・ポリシー誌
アメリカの雑誌『フォーリン・ポリシー』の世界の独裁者のランキングにて、胡錦濤は2010年度は第10位に入っている。同誌は胡錦濤に対して「カメレオン専制君主」とのレッテルを貼り、「チベットを鉄の爪でつかみ、現在は経済のための資源獲得のため、アフリカを物色。植民地化としか表現できない」、「外国の投資家は笑顔でだます。国内の反対者は残忍に弾圧」などと酷評した。

### フォーブス誌
アメリカの雑誌『フォーブス』が2010年に発表した「世界で最もパワフルな人物」ランキングで、胡錦濤がトップに立った。同誌の評論は、「13億の国民に対し、独裁に近い支配力を行使している。欧米諸国の指導者と違い、川の流れを変え、都市を創造し、ネット検閲も、反体制派を投獄することも、うるさい官僚や裁判所に患わされることなくできる」と、胡錦濤を皮肉ったものであった。

## 日本への訪問
- 1985年、中華人民共和国青年代表団団長として来日。
- 1998年、中華人民共和国副主席として来日。
- 2008年、中華人民共和国主席として来日。
- 2008年、洞爺湖サミット出席のため来日。
- 2010年、APEC出席のため中華人民共和国主席として来日。